# Coalville Town F.C.
Coalville Town Football Club es un club de fútbol situado en Coalville, Leicestershire, actualmente juega en la División de Premier League Del norte Un Del sur.

## Historia
Coalville Town Football Club fue fundado en 1926 como el Ravenstone Miners Athletic, el último de en una larga lista de clubes de fútbol de la asociación del pueblo de Ravenstone. Apodado The Ravens (los Cuervos),  jugaron por muchos años en el Coalville & District Amateur League, y más tarde en la North Leicestershire League, donde ganaron numerosos honores. En 1991 esto condujo a su participación en la Leicestershire Senior League Division One, seguido por la construcción de una nueva sede en Ravenslea. Tras la negativa del Ayuntamiento de la localidad para conceder permiso para los reflectores, el club tomó la decisión de reubicar al Coalville. Un cambio de nombre seguido de Coalville F.C., con el club que alberga la primera selección absoluta en la ciudad de Coalville desde la desaparición del viejo Coalville Town Amateurs en 1954.

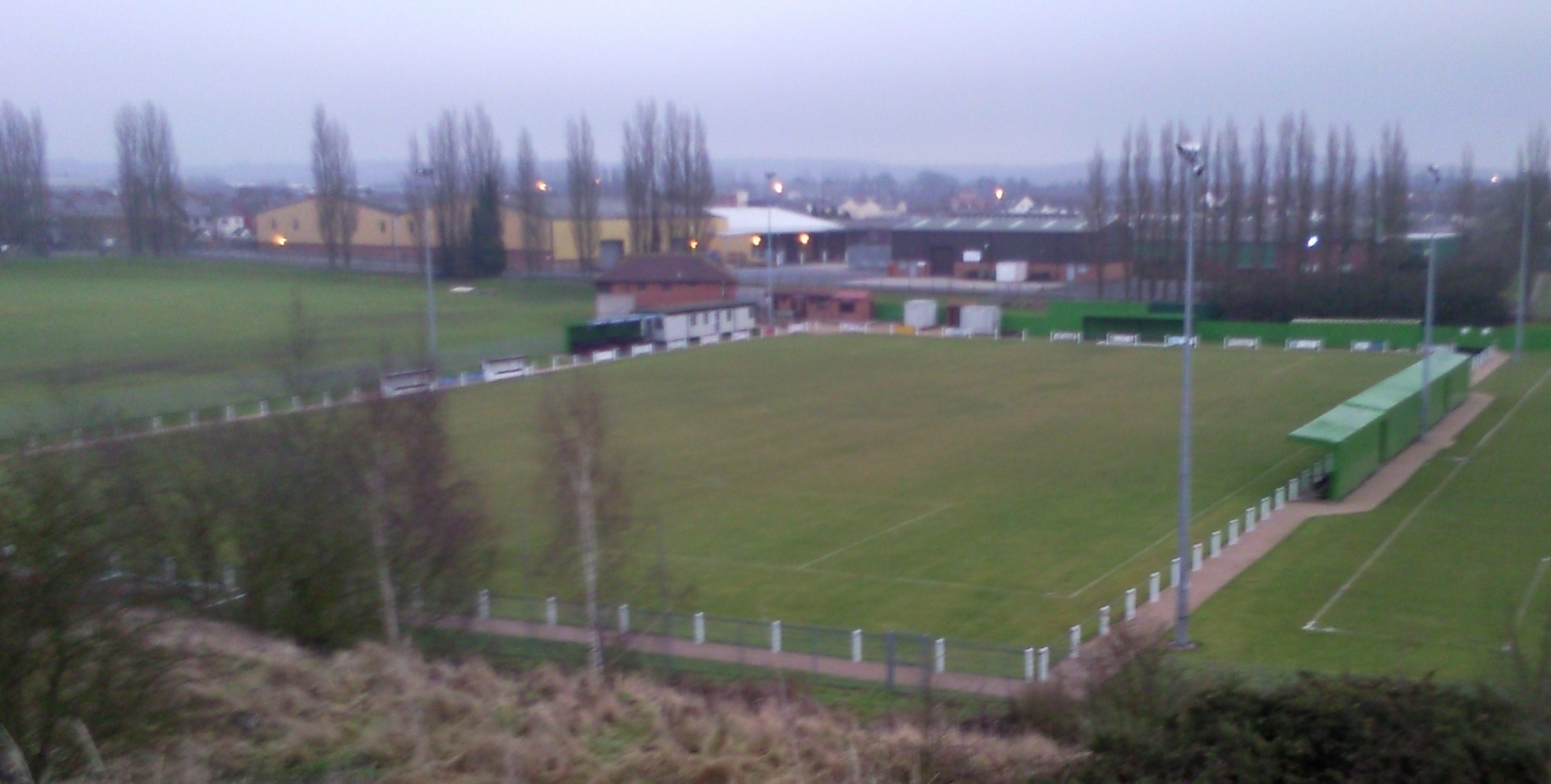
El campo del juego del club

En su segunda temporada en la Liga Mayor el club logró el subcampeonato y con él ascendió a la Primera División.  En 2001 el nuevo gerente Lee Harriman llegó y de inmediato llevó al club al título de Liga, una hazaña que repitió al año siguiente y los vio impulsado a la Midland Alliance para la temporada 2003–04. . En la temporada 2004–05, el club entró en la FA Cup por primera vez en la historia y llegó a la primera ronda, donde perdió por estrecho margen ante Wycombe Wanderers. Esta hazaña fue aún más impresionante teniendo en cuenta que el equipo había comenzado su campaña en la ronda preliminar extra haciéndolos el segundo club en toda la historia de la Copa de llegar a la primera ronda desde la primera etapa.
Se comunicó, el 30 de octubre de 2006, que el gerente más exitoso del club, Lee Harriman, ha dimitido como director y ha sido sustituido de forma temporal por el entrenador Bob Stockley. El 20 de noviembre de 2006, se anunció que Brendan Phillips (antes de Nuneaton Borough, Bedworth United, Stafford Rangers y Halesowen Town) estaba para hacerse cargo de los primeros asuntos del equipo. Phillips mantiene al Coalville en la Midland Alliance, pero fue despedido y reemplazado por el exjugador Coalville, Adam Stevens.
En 2010@–11 el Coalville logró llegar a la final de la FA Vase convirtiéndose en el primer equipo de Leicestershire en lograr un sitio en la final. Después de haber jugado frente a 1.800 personas en la ida y la obtener una ventaja de 3@–0 sobre el King's Lynn, los Ravens se convirtieron en el primer equipo de la temporada en ganar en King Lynn en el partido de vuelta por 3@–2 en el Walks stadium delante de 2354 seguidores. Aun así, la final, el 8 de mayo de 2011, acabó en una derrota por 3@–2 ante el Whitley Bay ante 8778 espectadores en Wembley. La victoria aseguró un récord al Whitley Bay por la obtención de la FA Vase por tercera vez consecutiva.
La semana antes del viaje a Wembley los Ravens sellaron el título de la Midland Alliance por primera vez por diferencia de goles con el Tipton Town, luego de que los dos equipos después de haber terminado la temporada contaban con 100 puntos. Coalville tenía una diferencia de goles de +100, con respecto a los +69 del Tipton Town.
La temporada 2012@–13 vio al Coalville ganar la Westerby Cup por primera vez y única en la historia del club hasta la fecha. El recorrido en la copa implicó 18 goles y culminó con una victoria por 2@–1 frente al Loughborough Dynamo en la final, jugada en el Walkers Stadium de la ciudad de Leicester
En el inicio de la temporada 2014@–15, Adam Stevens tomó la decisión de dimitir como director después de ocho años en el puesto. Dos semanas más tarde, Jimmy Gray fue confirmado como entrenador en su lugar.

## Rivalidades
Los principales rivales del Coalville Town son el Barwell y Shepshed Dynamo